# 阿尔滕堡 (下奥地利州)
阿尔滕堡（德語：Altenburg）是奥地利下奥地利州霍恩县的一个市镇。总面积28.12平方公里，总人口842人，人口密度29.9人/平方公里（2005年）。